# Skierki, Warmińsko-Mazurskie
Skierki [ˈskʲɛrki] (German Wehlack) là một ngôi làng thuộc khu hành chính của Gmina Barciany, thuộc huyện Kętrzyński, Warmińsko-Mazurskie, ở phía bắc Ba Lan, gần biên giới với tỉnh Kaliningrad của Nga. Nó nằm khoảng 8 kilômét (5 mi)   phía nam Barciany, 8 km (5 mi) phía bắc Kętrzyn và 71 km (44 mi) về phía đông bắc của thủ đô khu vực Olsztyn.
Trước năm 1945, khu vực này là một phần của Đức (Đông Phổ).